# Slopné
Slopné (en allemand : Slopne) est une commune du district et de la région de Zlín, en République tchèque. Sa population s'élevait à 577 habitants en 2020.

## Géographie
Slopné se trouve à 7,5 km au sud de Vizovice, à 15 km au sud-est de Zlín, à 90 km à l'est de Brno et à 268 km à l'est-sud-estde Prague.
La commune est limitée par Vizovice au nord, par Loučka à l'est, par Haluzice au sud-est, par Lipová au sud, par Sehradice à l'ouest et par Horní Lhota au nord-ouest.

## Histoire
La première mention écrite du village date de 1261.

## Transports
Par la route, Slopné se trouve à 11 km de Vizovice, à 25 km de Zlín, à 120 km de Brno et à 325 km de Prague.